# Bahçe, Karataş
Bahçe là một thị trấn thuộc huyện Karataş, tỉnh Adana, Thổ Nhĩ Kỳ. Dân số thời điểm năm 2009 là 2.07 người.